# 史蒂文·兰顿
史蒂文·兰顿（英語：Steven Langton，1984年4月15日—），美国男子雪车运动员。他曾代表美国参加2010年、2014年和2018年冬季奥林匹克运动会雪车比赛，其中2014年冬季奥运会获得二枚银牌。